# Elbert S. Brigham

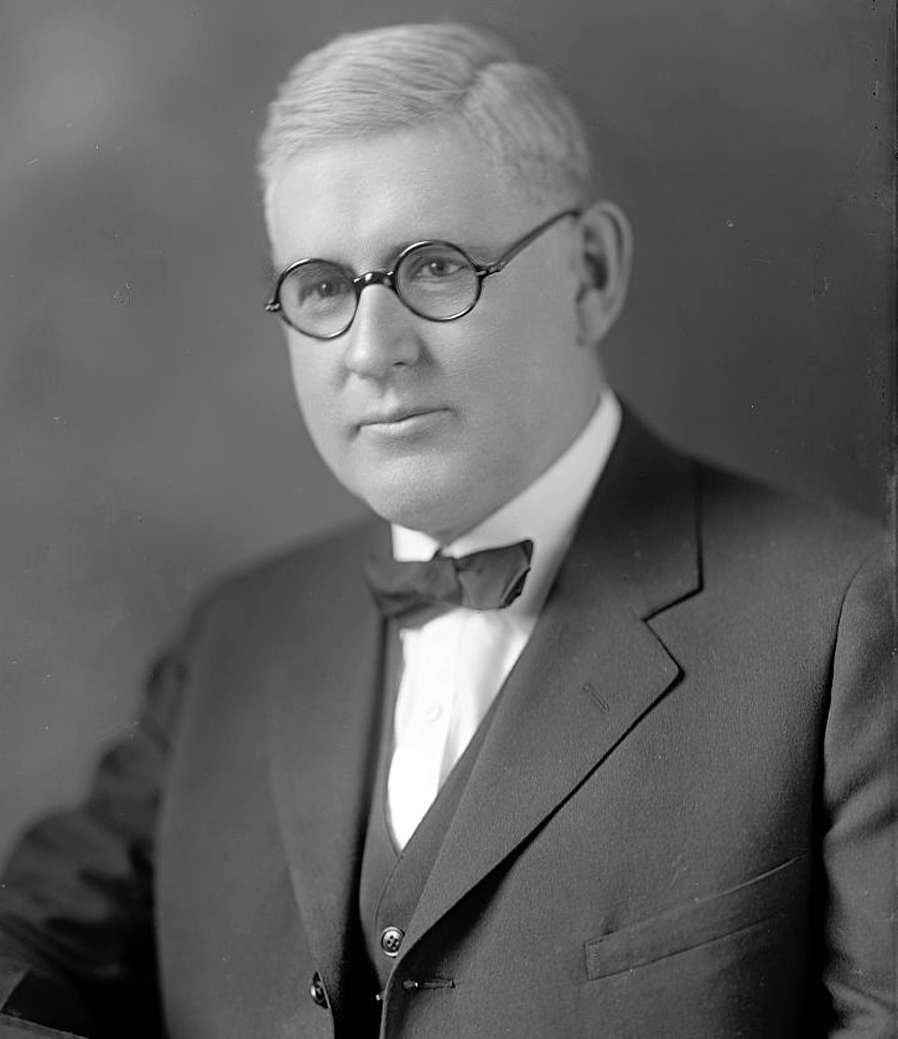
Elbert S. Brigham

Elbert Sidney Brigham (* 19. Oktober 1877 in St. Albans, Vermont; † 5. Juli 1962 ebenda) war ein US-amerikanischer Politiker. Zwischen 1925 und 1931 vertrat er den ersten Wahlbezirk des Bundesstaates Vermont im US-Repräsentantenhaus.

## Werdegang
Nach der Grundschule besuchte Elbert Brigham bis 1898 die St. Albans High School und danach bis 1903 das Middlebury College. Die meiste Zeit seines Lebens befasste er sich mit landwirtschaftlichen Angelegenheiten. Sein Schwerpunkt lag auf der Milcherzeugung. Auf diesem Gebiet war er sehr erfolgreich. Neben dieser Tätigkeit wurde er auch politisch aktiv.
Brigham war Mitglied der Republikanischen Partei. Zwischen 1911 und 1912 war er Revisor der Stadt St. Albans und von 1913 bis 1924 war er Landwirtschaftsminister von Vermont (State Commissioner für Agriculture). Während des Ersten Weltkrieges war er im Jahr 1918 auch Mitglied der Bundeskommission zur Verwaltung von Lebensmitteln und einer Beraterkommission der Bundesregierung in landwirtschaftlichen Fragen. Von 1922 bis 1960 war Brigham Kurator des Middlebury Colleges und 1925 wurde er Direktor der National Life Insurance Co.
1924 wurde Brigham in das US-Repräsentantenhaus in Washington, D.C. gewählt, wo er am 4. März 1925 die Nachfolge von Frederick G. Fleetwood an. Nach zwei Wiederwahlen konnte er sein Mandat im Kongress bis zum 3. März 1931 ausüben. Seine letzte Amtszeit war von den Ereignissen der Weltwirtschaftskrise überschattet. Im Jahr 1930 verzichtete Brigham auf eine weitere Kandidatur. Nach seiner Zeit im Kongress war er 1932 Mitglied der Reconstruction Finance Corporation. Zwischen 1933 und 1936 saß er im Bankenausschuss des Staates Vermont. Zwischen 1937 und 1948 leitete er die Niederlassung der National Insurance Co. in Montpelier. Von 1944 bis 1957 war er auch Präsident der Franklin County Savings Bank & Trust Co., bis 1962 dann deren Vorstandsvorsitzender. Elbert Brigham starb im Juli 1962 in seinem Geburtsort St. Albans und wurde dort auch beigesetzt.